# And Then We Kiss
And Then We Kiss è un singolo della cantante pop statunitense Britney Spears.
La canzone è stata registrata nel 2003 e pare doveva essere contenuta nell'album In the Zone e nell'ep Britney & Kevin: Chaotic. La traccia è stata scritta da Paul Barry, Britney Spears, e Taylor Michael Jarvis ed è uscita su Internet il 31 ottobre 2005.
Il remix di "And Then We Kiss" è una canzone euro-trance con influenze techno con l'utilizzo di chitarre dance-rock, sintetizzatori e archi sinfonici . Il testo parla delle diverse emozioni che una donna prova nelle fasi più intime della sua carriera. La canzone ha ricevuto recensioni prevalentemente positive che esaltano il suo potenziale. La canzone non è riuscita a comparire in nessuna delle classifiche più importanti. Tuttavia, ha raggiunto la posizione #15 della Billboard Hot Dance Airplay.
L'originale versione di And Then We Kiss non è stata mai pubblicata fino al 2 settembre 2011, giorno in cui è trapelata in rete la versione originale. Il produttore, Mark Taylor, ha confermato che la canzone trapelata in rete è la vera e che è stata registrata in recording session a Londra quando è stata registrata anche una canzone contenuta in In the Zone, Breathe on Me. Non ne è stato girato nessun video ufficiale, solo un miscelouse video in versione edit.

## Tracce
Download digitale
1. And Then We Kiss [Junkie XL Mix] - 4:28
2. And Then We Kiss - 3:57

Vinile 12" (Promo, Stati Uniti)
1. And Then We Kiss [Junkie XL Mix] - 4:28
2. And Then We Kiss [Junkie XL Mix Instumental] - 4:28
3. And Then We Kiss [Junkie XL Undressed Mix] - 4:41
4. And Then We Kiss [Junkie XL Undressed Mix Instrumental] - 4:41